# Casimira
Casimira är ett släkte av insekter. Casimira ingår i familjen långrörsbladlöss.
Kladogram enligt Catalogue of Life:
| Casimira | \| \| Casimira bhutanensis \| \| \| \| \| \| Casimira canberrae \| \| \| \| |
|          | \| \| Casimira bhutanensis \| \| \| \| \| \| Casimira canberrae \| \| \| \| |
|          | Casimira bhutanensis                                                        |
|          |                                                                             |
|          | Casimira canberrae                                                          |
|          |                                                                             |